# 14 Brygada Strzelców (URL)
14 Brygada Strzelców – oddział piechoty Armii Ukraińskiej Republiki Ludowej.

## Formowanie i zmiany organizacyjne
W wyniku rozmów atamana Symona Petlury z naczelnikiem państwa i zarazem naczelnym wodzem wojsk polskich Józefem Piłsudskim prowadzonych w grudniu 1919, ten ostatni wyraził zgodę na tworzenie ukraińskich jednostek wojskowych w Polsce.
Rozkazem dowódcy 5 Chersońskiej Dywizji Strzelców nr 74 z 6 października 1920 nakazano formowanie brygady na terenie powiatu latyczowskiego. W tym czasie obszar ten znajdował się pod jurysdykcją bolszewików, a organizatorzy oddziału utworzyli oddział partyzancki składający się z ochotników. 17 listopada dotarł on do Felsztyna i tu połączył się z macierzystą dywizją.
W związku z podpisaniem przez Polskę układu o zawieszeniu broni na froncie przeciwbolszewickim, od 18 października  wojska ukraińskie zmuszone były prowadzić działania zbrojne samodzielnie.
21 listopada, pod naporem wojsk sowieckich, brygada przeszła na zachodni brzeg Zbrucza, gdzie została internowana przez Wojsko Polskie.
W sierpniu 1921, w następstwie połączenia 5 Chersońskiej Dywizji Strzelców i 1 Dywizji Karabinów Maszynowych, brygada została rozwiązana, a jej stan osobowy skierowano do zreorganizowanej 13 Brygady Strzelców, w której zebrano wszystkich dawnych żołnierzy 5 Chersońskiej DS.

## Struktura organizacyjna
Organizacja brygady w listopadzie 1920
- dowództwo
- oddział partyzancki

## Żołnierze oddziału
| Dowództwo jednostki            |                        |       |
| Stopień, imię i nazwisko       | Okres pełnienia służby | Uwagi |
| Dowódca brygady                |                        |       |
| sot. Jakiw Szepel              | 6 X – koniec wojny     |       |
| Szef sztabu                    |                        |       |
| sot. Pawło Hryhorowycz-Barskyj | 6 X – koniec wojny     |       |